# Ein Held für zwei Stunden
Ein Held für zwei Stunden ist ein US-amerikanischer Sportfilm aus dem Jahr 1951 von David Miller mit John Derek und Donna Reed in den Hauptrollen. Der Film wurde von Columbia Pictures in Zusammenarbeit mit Sidney Buchman Enterprises produziert und basiert auf dem Roman The Hero von Millard Lampell.

## Handlung
Der Halfback Steve Novak führt die Footballmannschaft seiner High School zu einem 21:0-Sieg. Den Sieg feiert Steve mit seinem Vater Jan, einem polnischen Einwanderer, und seinem älteren Bruder Joey, ein versehrter Kriegsveteran, mit polnischen Trinkliedern. Steve möchte auf das hoch angesehene College in Jackson, Virginia, und so die Kleinstadt in New Jersey, in der er aufgewachsen ist, verlassen. Doch der Zeitungsverleger Eddie Abrams entmutigt Steve. Das College würde seine Spieler nicht bezahlen, und da Jackson nicht zu den besten Footballmannschaften gehört, sei seine Chance, in das All American Team gewählt zu werden, gering. 
Nachdem Steve seinen High-School-Abschluss geschafft hat, wird er von einem Offiziellen des Jackson-Colleges eingeladen, Mitglied einer neu formierten Mannschaft zu werden. Steve würde von privaten Sponsoren unterstützt werden, die auch die Studiengebühren übernehmen. Während Eddie Steve beschuldigt, ein reicher Snob werden zu wollen, ist sein Vater stolz auf ihn. Joey, der sich in Selbstmitleid betrunken hat, rät seinem Bruder, seinen Namen von Novak in Nelson zu ändern.
Steve erzielt viele Punkte in den ersten Spielen, die das Team hoch gewinnt. Einige seiner Mannschaftskameraden stammen wie er aus der Arbeiterklasse und stehen im Gegensatz zum Rest der Studenten. Gene Hausler, wie Steve aus einer Arbeiterstadt stammend, prahlt mit dem Geld, das er unter der Hand einnimmt. Als er das College als Abzocke bezeichnet fühlt sich Bob Whittier beleidigt, dessen Vater ein Absolvent und Unterstützer ist. Auf einer Party lernt Steve Melissa kennen, die Nichte des Millionärs T. C. McCabe. Bei einer späteren Party nennt sie ihn T. C.s neuestes Spielzeug, dann küsst sie ihn auf die Wange, weil sie ihn süß findet. 
Weihnachten verbringt Steve bei seiner Familie, wobei er erfährt, dass Joey einen neuen Job hat. Melissa ruft an und teilt ihm mit, dass sie in der Nähe ist. Steve trifft sich mit ihr, doch als er nach einem Kuss weitermacht, schlägt sie ihn. Dann erzählt sie ihm, dass T. C. sie nach dem Tod ihrer Mutter aufgenommen hat. Nun ist sie das Wichtigste in seinem Leben, das er nicht so leicht aufgeben werde. Zurück auf dem College weist ihn Professor Megroth darauf hin, dass eine ehrliche Selbstanalyse ein Zeichen des Erwachsenwerdens sei. Ein Angebot, für eine erhebliche Summe das College zu wechseln, schlägt Steve aus. Gene hingegen, durch eine Verletzung zum Zyniker geworden, will annehmen. Eddie kann T. C. überzeugen, mehr Geld in die Mannschaft zu investieren, um die Top-Athleten zu halten. Melissa wurde von T. C. nach Mexiko geschickt, um sie von Steve fernzuhalten. Gegen seine Anordnungen kehrt sie zurück und gesteht Steve, dass er der Erste sei, der ihr wichtig ist. Durch eine Kampagne von T. C. bekommt Steve Probleme beim Studium, dennoch geben ihm seine Professoren gute Noten. Steve und Melissa gestehen sich ihre Liebe. In einem Brief informiert ihn Joey, dass ihr Vater erkrankt ist. 
Zur Halbzeit eines Spiels ist Steve am Arm verletzt. Der Teamarzt spritzt ihm ""Novocain. Steve kann weitermachen, wird aber von drei Gegnern gleichzeitig angegriffen. Durch den harten Angriff muss er nun doch ausgewechselt werden. Einer der Angreifer gesteht, dass ihm 150 Dollar versprochen wurde, wenn er Steve aus dem Spiel nimmt. Steve erleidet eine schwere Schulterverletzung. Der Arzt rät ihm, mit dem Football aufzuhören, da er sonst bleibende Schäden davontragen könnte. T. C. sagt ihm, dass er eine Chance für das All-American-Team habe, wenn er weiterspielt. Steve spielt weiter, bis er durch die ständigen Angriffe benommen wird. Im Krankenhaus unterhält er sich mit Professor Megroth. Nachdem er sich selbst analysiert hat, will er mit dem Football aufhören, um kein Pflegefall zu werden. Eddie überbringt ihm ein Telegramm von Joey, durch das er vom Tod seines Vaters erfährt. Melissa will mit ihm in seine Heimatstadt zurückkehren und dort heiraten. Steve schämte sich bislang seiner Herkunft aus einer armen Arbeiterstadt und seiner polnischen Abstammung. 
Melissa erklärt T. C., dass sie Steve heiraten werde. Der wütende Millionär bedroht Steve mit seinem Krückstock, bis Melissa dazwischengeht. Sie fordert Steve auf, zu gehen und verspricht ihm, am nächsten Tag zu folgen. Daheim sieht sich Steve Joeys Vorwürfen ausgesetzt, dass er keine Zeit für den sterbenden Vater aufbringen konnte. Steve wirft seine gewonnenen Trophäen von der Anrichte und beichtet Joey, dass er das College verlassen habe. Er bittet Joey um Hilfe bei der Jobsuche, zudem will er die Abendschule besuchen. Joey ist stolz auf seinen gebildeten Bruder. Melissa ruft an und teilt mit, dass sie am nächsten Morgen ankommen werde. 

## Produktion

### Hintergrund
Gedreht wurde der Film vom 12. Juni bis 9. September 1950. Die Footballsequenzen wurden im Rose Bowl Stadium in Pasadena und im Los Angeles Memorial Coliseum gedreht. Als Komparsen wirkten über 100 College- und Profispieler mit. 20 dieser Spieler waren Studenten der UCLA und der USC. Um deren Amateurstatus zu schützen, wurden sie nicht namentlich genannt.
Der Romantitel war zunächst auch der Arbeitstitel. Um zu verhindern, dass ein Kriegsfilm erwartet wurde, änderte man den Titel in Saturday's Hero. 
Die Filmrechte an Lampells Roman sicherte sich Columbia im November 1948. Die Produktion sollte im Frühjahr 1949 beginnen, doch erst im August erhielt  Buchman, der Assistent von Studiochef Harry Cohn, den Auftrag zur Produktion. 
Die Zensurbehörde bemängelte nach der Durchsicht des Drehbuchs im Februar 1950, dass der Film subversiv sei. Der Beamte E. G. Dougherty schrieb im März an Cohn, die Geschichte sei eine schamhafte Klassenunterscheidung, und zwar eine, die das Thema vollkommen melke und instrumentalisiere. Sie sei durch und durch unamerikanisch, wenn nicht sogar anti-amerikanisch. Da sie gut geschrieben sei, sei sie sogar boshaft. Dougherty begründete seine Ausführung mit Zitaten der Figur Professor Megroth, der die USA als Land bezeichnet, in dem man als Pole, Italiener oder Jude gedemütigt wird, oder auch wenn der Vater einen Akzent hat oder die Mutter aus einem anderen Land stammt. Dougherty kritisierte dazu die oftmalige Nutzung des Begriffes Polack sowie die Beziehung zwischen McCabe und Melissa, die als abnormale Anziehung interpretiert werden könne.
Nach Abschluss der Dreharbeiten sagte Produzent Buchman im Februar 1951 zu, etwaige von der Behörde beanstandete Szenen umzuschneiden, die auf eine inzestuöse Beziehung hindeuten könnten. Dougherty schrieb zur gleichen Zeit, es gebe eine eigentümliche Eigenschaft, die man in normalen Familienbeziehungen nicht finde. Man könne dies aber als die Einstellung eines überaus besitzergreifenden Mannes auslegen, der diese Haltung auch anderen Filmfiguren gegenüber gezeigt habe.
Sidney Buchman, Millard Lampell und Darsteller Alexander Knox wurden kurz nach den Dreharbeiten als Mitglieder der kommunistischen Partei denunziert. Columbia veröffentlichte ein Statement, dass keiner der drei Beschuldigten zum Zeitpunkt der Dreharbeiten der kommunistischen Partei angehörten. Harry Cohn drohte, die Denunzianten zu verklagen. Während Knox freigesprochen wurde, wurden Buchman und Lampell auf die Schwarze Liste gesetzt und mit einem Berufsverbot belegt.

### Stab
Robert Peterson oblag die künstlerische Leitung. Jean Louis war für das Kostümbild zuständig.

### Besetzung
In kleinen nicht im Abspann erwähnten Nebenrollen traten John Baer, Tom Daly (nur Stimme als Radiosprecher), Bess Flowers, Robert Foulk, Fred F. Sears und William Smith auf. 
Einen Gastauftritt hatten die Profispieler Tom Fears und Fred Naumetz.
Das Vorwort des Films sprach der Senator von Arkansas, J. William Fulbright.
Für Aldo Rey, der hier seinen richtigen Namen Aldo DaRe benutzte, war es die erste Rolle in einem Kinofilm. Allerdings wurden zwei seiner darauf folgenden Filme vorher veröffentlicht.

### Musik
Folgende Songs wurden im Film gespielt:
- Loyal Sons of Psi Gamma von Sammy Kahn und Saul Chaplin
- The Canteen Song und Jackson Fight Song von Paul Mertz und Morris Stoloff
- Hail Jackson U von Paul Mertz
- das polnische Trinklied Pije Kuba do Jakuba
- das polnische Weihnachtslied Lulajże, Jezuniu

Morris Stoloff war der musikalische Direktor. Komponist Elmer Bernstein komponierte erstmals eine Filmmusik.

## Veröffentlichung
Die Premiere des Films fand am 10. September 1951 statt. In der Bundesrepublik Deutschland wurde er am 6. September 1980 im deutschen Fernsehen ausgestrahlt.

## Kritiken
Das Lexikon des internationalen Films schrieb: „Ein melodramatisch akzentuierter Film, der sich kritisch mit den Methoden im Sport und den Verknüpfungen zwischen Sport und Universitäten in den USA befaßt.“
Bosley Crowther von der The New York Times befand, dass das Produktionsstudio ein Loch in den eisernen Vorhang geschlagen und ein fürchterliches Durcheinander enthüllt hat. Buchman und Lampell haben ein wütendes Drehbuch ausgestoßen, das den College-Football teuflischer als organisierte Überfälle oder weißen Sklavenhandel zeige. Regisseur Miller leitete in ernsthafter Weise eine Besetzung von Männern und Monstern durch eine abscheuliche Fabel, die die Entwertung des Sports heftiger anprangert, als ein mitfühlender Geist ertragen kann.
Bob Thomas schrieb im Santa Cruz Sentinel, der Film sei aktuell und behandele die Überbewertung des College-Footballs. Er sei zudem gut gemacht.
Nell Dodson Russell bezeichnete den Film im St. Paul Recorder als raue, brutale Anklage der Kommerzialisierung des Footballs und der Ausnutzung der Spieler.

## Auszeichnungen
Sidney Buchman und Millard Lampell wurden 1952 für den von der Writers Guild of America vergebenen Robert Meltzer Award für das Drehbuch mit dem besten Umgang mit US-amerikanischen Problemen nominiert.